# Dredd
Dredd (oryg. Dredd) – film sensacyjny z 2012 roku w reżyserii Pete’a Travisa. Film oparty jest na postaci z brytyjskiego komiksu 2000 AD.

## Fabuła
Megacity One jest miastem w odległej przyszłości zajmującym sporą część Wschodniego Wybrzeża USA i setki kilometrów w głąb lądu. Miasto charakteryzuje się tym, że nie ma tam policji, prokuratorów, katów i sędziów (w tradycyjnym znaczeniu tego słowa). Rolę tych czterech instytucji przejęli Sędziowie. De facto są to policjanci, którzy natychmiast po aresztowaniu, osądzają i wydają prawomocny wyrok. Nie przysługuje prawo do apelacji, adwokatów nie ma. Sędzia, który wyda wyrok śmierci wykonuje go osobiście. Nic więc dziwnego, że budzą lęk i nienawiść w przestępczym świecie.
W największej światowej metropolii Mega City One, za szczególnie bezwzględnego wobec bandytów uchodzi sędzia Dredd. Jego wyroki są surowe, ale sprawiedliwe, a winnego zawsze spotyka kara. Niejeden przestępca dużo by dał za głowę Dredda.
Tymczasem w olbrzymim mieszkalnym gmachu o nazwie Peach Tree Block wybuchają zamieszki. Wszyscy wiedzą, że jest to najbardziej niebezpieczne miejsce w mieście. Budynkiem włada Ma-Ma stojąca na czele bezwzględnego gangu handlarzy narkotyków. Wezwany do zamieszek Dredd jak zwykle pewnie wkracza do akcji. Szybko jednak okazuje się, że tym razem znalazł się w pułapce.
Megacity ma tak ogromną liczbę mieszkańców, że niektóre budynki mają nawet kilometr wysokości i dziesiątki tysięcy zarejestrowanych mieszkańców. Same w sobie są małymi miastami, zapewniając obywatelom sklepy, jadłodajnie, szkoły, biura etc. Ludzie bezdomni nie koczują pod gołym niebem, ale na wielkich piętrach pełniących rolę ulic. Slamsy nie obejmują poszczególnych dzielnic czy też ulic pomiędzy określonymi przecznicami. To poszczególne piętra są slamsami względem tych pięter, gdzie są mieszkania o wyższym standardzie. Wojny gangów nie toczą się o kontrolę nad o poszczególnymi ulicami czy dzielnicami. Lecz o poszczególne piętra danego budynku.
Przestępczość jest tak wielka, że tylko 6% przestępstw Sędziowie wyłapują i osądzają. Sytuacja zmusza ich do pobłażania mniej poważnym niż zagrożenie dla życia spokojnych obywateli.

## Broń
Sędzia wyposażony jest w pistolet maszynowy sterowany głosem. Mówi, czy chce mieć ogień pojedynczy, seryjny, ciągły lub wystrzelić granat. Pistolet rozpoznaje DNA każdego Sędziego. Jeśli użyje go ktoś kogo nie rozpozna, rani rękę.

## Obsada
- Karl Urban – Sędzia Dredd
- Olivia Thirlby – Sędzia Cassandra Anderson
- Lena Headey – Ma-Ma, szefowa gangu
- Wood Harris – Kay